# Saint-Julien-de-Raz
Saint-Julien-de-Raz è un comune francese di 440 abitanti situato nel dipartimento dell'Isère della regione dell'Alvernia-Rodano-Alpi.

## Società

### Evoluzione demografica
Abitanti censiti